# Rysunek techniczny schematyczny
Rysunek techniczny schematyczny – rodzaj rysunku technicznego, w którym istotą jest pokazanie zasady działania urządzenia, instalacji lub układu. Rysunek tego typu jest uproszczony, nie niesie w sobie informacji o gabarytach obiektów, ani ich relacjach przestrzennych, lecz tylko relacjach funkcjonalnych i logicznych. Elementy i relacje między nimi przedstawiane są w rysunku schematycznym za pomocą symboli graficznych.